# Basilisa Ygnalaga
Basilisa Ygnalaga, född 30 juni 1967, är en filippinsk bågskytt. Hon deltog vid olympiska sommarspelen 1988.